# Vic-la-Gardiole
Vic-la-Gardiole (en occitan Vic de la Gardiòla) est une commune française située dans l'est du département de l'Hérault en région Occitanie. Depuis le 31 décembre 2002, elle fait partie de la communauté d'agglomération Sète Agglopôle Méditerranée. Ses habitants sont appelés les Vicois.
Exposée à un climat méditerranéen, elle est drainée par le canal du Rhône à Sète et par divers autres petits cours d'eau. La commune possède un patrimoine naturel remarquable : deux sites Natura 2000 (les « étangs palavasiens » et les « étangs palavasiens et étang de l'Estagnol »), cinq espaces protégés (le « bois des Aresquiers », l'« étang de Vic », les « salines de Villeneuve », le « Salins de Frontignan » et les « étangs Palavasiens ») et dix zones naturelles d'intérêt écologique, faunistique et floristique.
Vic-la-Gardiole est une commune urbaine et littorale qui compte 3 413 habitants en 2022, après avoir connu une forte hausse de la population depuis 1968. Elle est dans l'agglomération de Mireval et fait partie de l'aire d'attraction de Montpellier. Ses habitants sont appelés les Vicois ou  Vicoises.

## Géographie

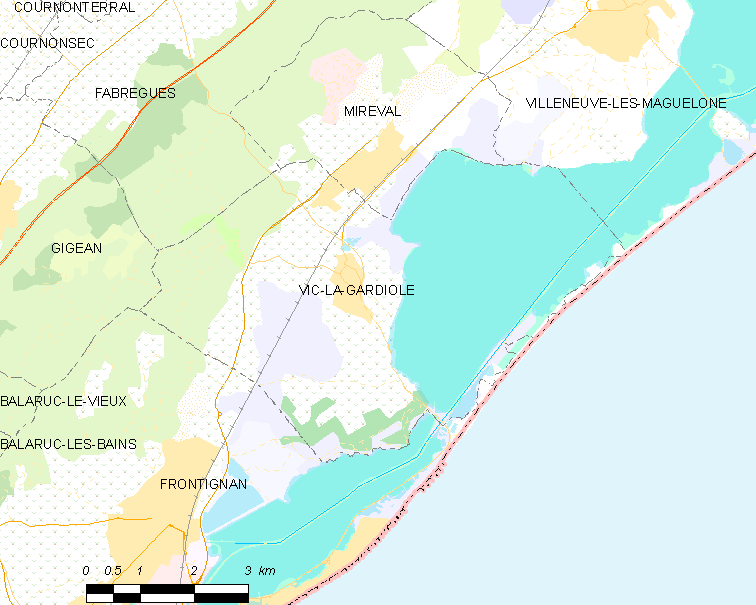
Carte

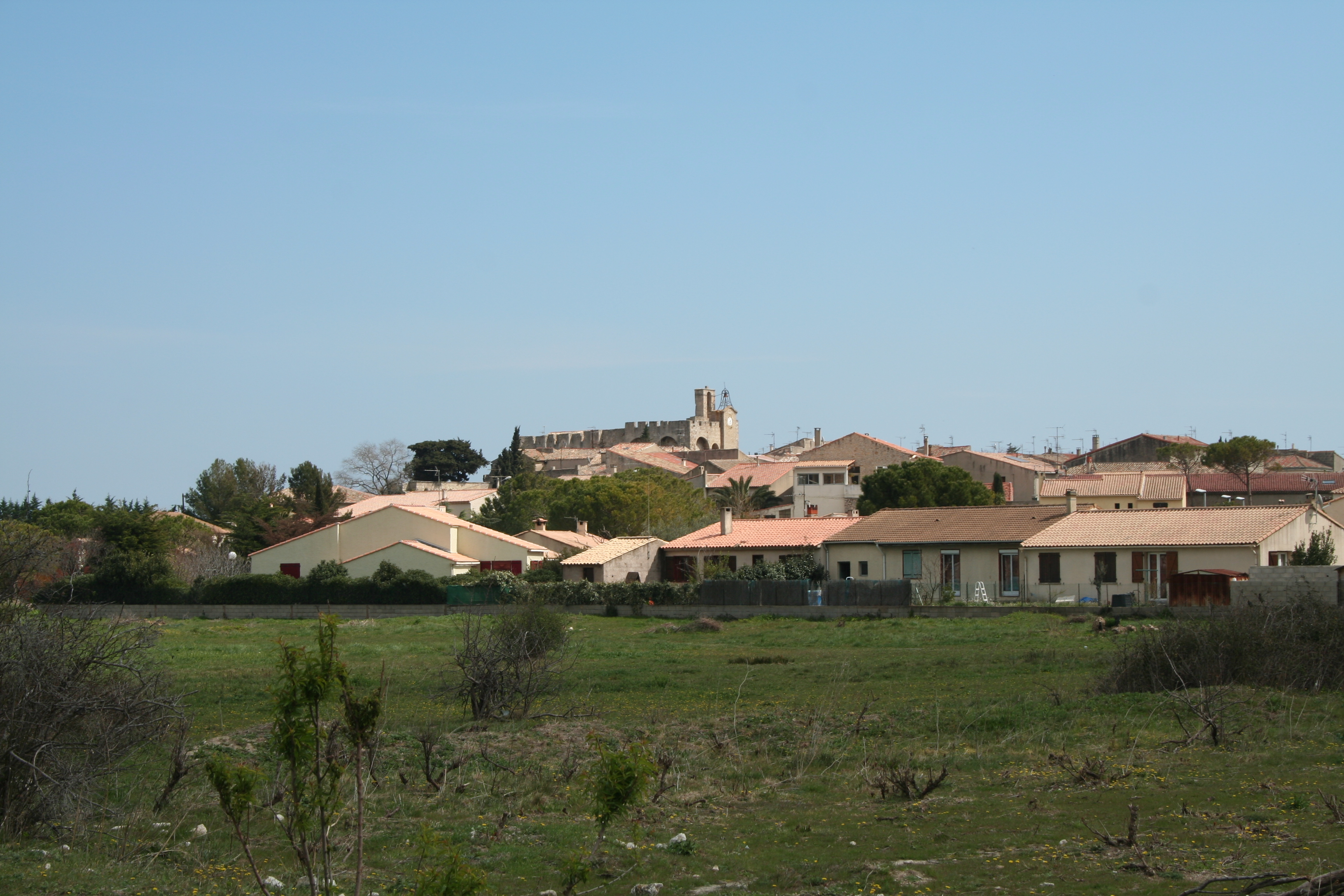
Vue générale.

Située entre Montpellier et Frontignan, Vic-la-Gardiole est un village de 3 000 habitants (environ 10 000 habitants en période estivale), à proximité immédiate de la mer Méditerranée. Le sud du territoire se compose d'étangs notamment l'étang de Vic et de zones humides alors que, plus au nord, le massif de la Gardiole présente une grande diversité de la faune et de la flore méditerranéenne. Auparavant petit village de pêcheurs, la ville attire une population de plus en plus importante de par l'attractivité de Montpellier[réf. nécessaire], située seulement à 17 km. Curieusement, la zone des plages n'appartient pas à la commune mais est partagée entre Frontignan et Villeneuve-lès-Maguelone.

### Communes limitrophes
| Gigean     | Fabrègues                            | Mireval                  |
| Frontignan | Vic-la-Gardiole                      | Villeneuve-lès-Maguelone |
|            | Frontignan, Villeneuve-lès-Maguelone |                          |

### Climat
Pour des articles plus généraux, voir Climat de l'Occitanie et Climat de l'Hérault.
En 2010, le climat de la commune est de type climat méditerranéen franc, selon une étude s'appuyant sur une série de données couvrant la période 1971-2000. En 2020, Météo-France publie une typologie des climats de la France métropolitaine dans laquelle la commune est exposée à un climat méditerranéen et est dans la région climatique Provence, Languedoc-Roussillon, caractérisée par une pluviométrie faible en été, un très bon ensoleillement (2 600 h/an), un été chaud (21,5 °C), un air très sec en été, sec en toutes saisons, des vents forts (fréquence de 40 à 50 % de vents > 5 m/s) et peu de brouillards.
Pour la période 1971-2000, la température annuelle moyenne est de 14,8 °C, avec une amplitude thermique annuelle de 16,2 °C. Le cumul annuel moyen de précipitations est de 584 mm, avec 6 jours de précipitations en janvier et 2,5 jours en juillet. Pour la période 1991-2020, la température moyenne annuelle observée sur la station météorologique la plus proche, située sur la commune de Villeneuve-lès-Maguelone à 7 km à vol d'oiseau, est de 15,4 °C et le cumul annuel moyen de précipitations est de 591,6 mm,. Pour l'avenir, les paramètres climatiques de la commune estimés pour 2050 selon différents scénarios d'émission de gaz à effet de serre sont consultables sur un site dédié publié par Météo-France en novembre 2022.

### Milieux naturels et biodiversité

#### Espaces protégés
La protection réglementaire est le mode d’intervention le plus fort pour préserver des espaces naturels remarquables et leur biodiversité associée,.
Le Conservatoire du Littoral a acquis 1 561 ha en 1979 à l’étang de Vic, sur quatre communes : Frontignan, Mireval, Vic-la-Gardiole et Villeneuve-lès-Maguelone ; en 1980, 279 ha aux salins de Frontignan, sur Frontignan et Vic-la-Gardiole ; et 85 ha toujours en 1980 au bois des Aresquiers, sur Frontignan et Vic-la-Gardiole ;
7 583 ha des « étangs palavasiens » sont par ailleurs classés comme « zone humide protégée par la convention de Ramsar » et concernent huit communes : Frontignan, Lattes, Mireval, Palavas-les-Flots, Pérols, Vic-la-Gardiole et Villeneuve-lès-Maguelone.

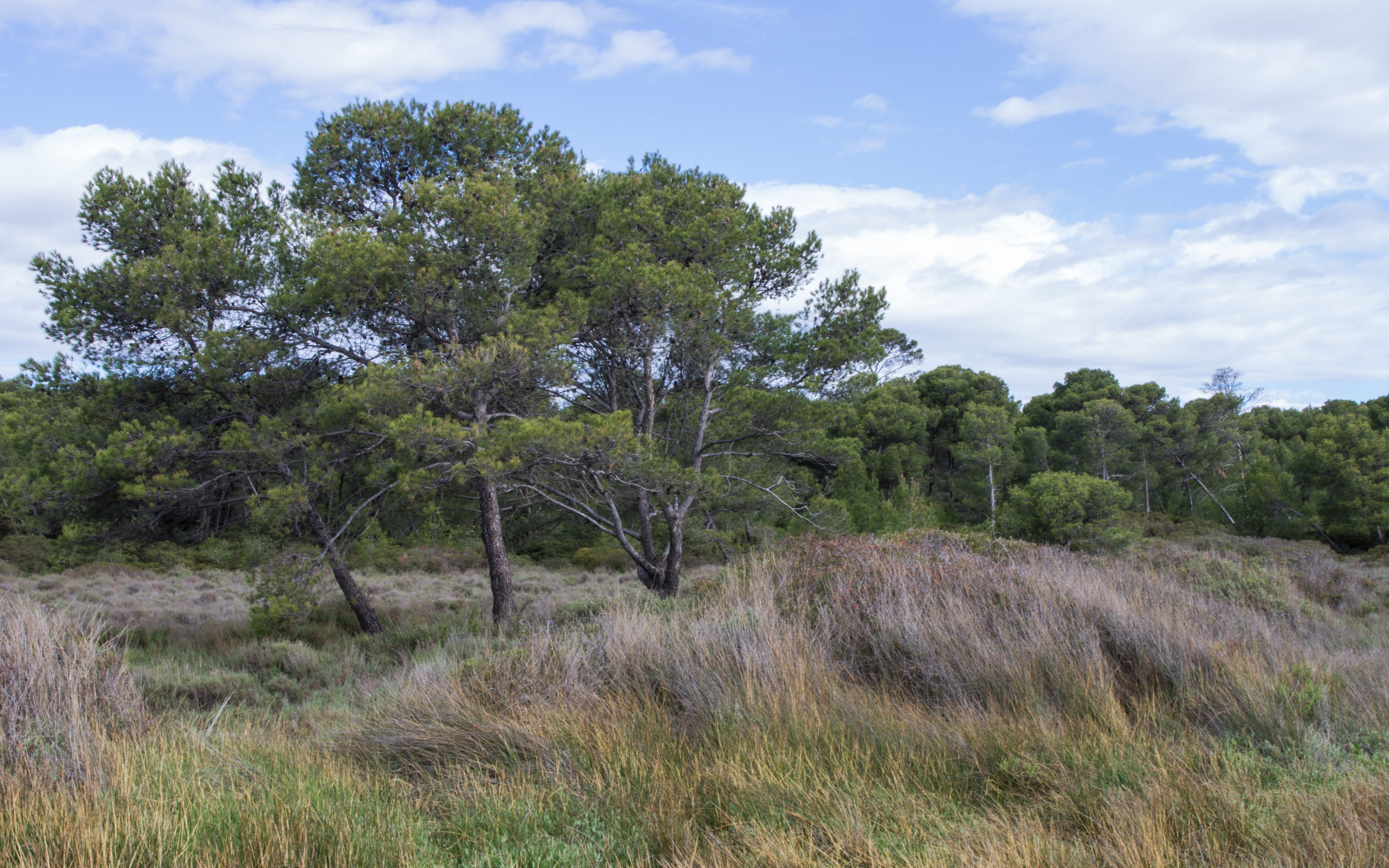
Bois des Aresquiers.
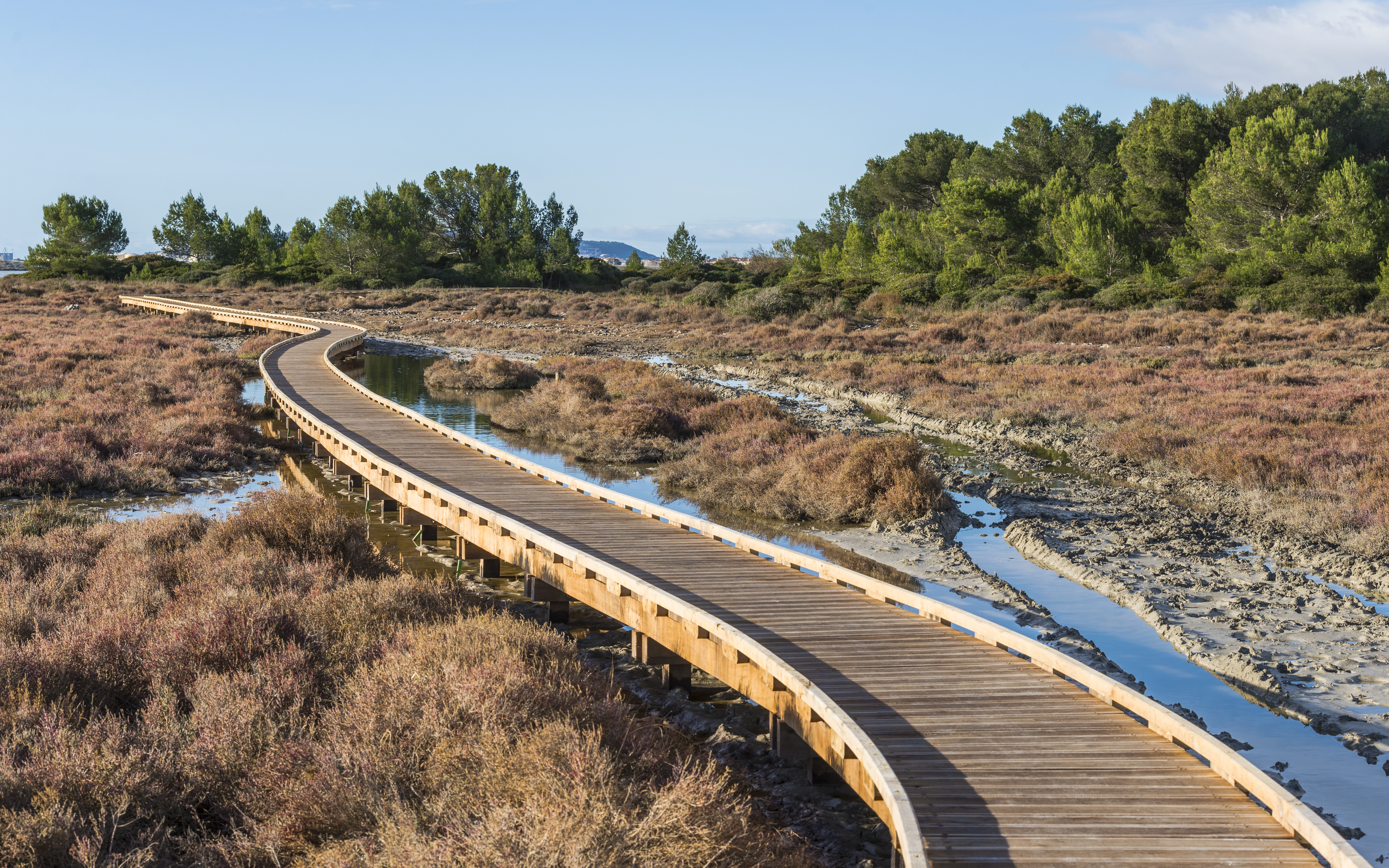
Un chemin auprès du bois des Aresquiers, dans l'aire protégée par le conservatoire du littoral.

#### Réseau Natura 2000

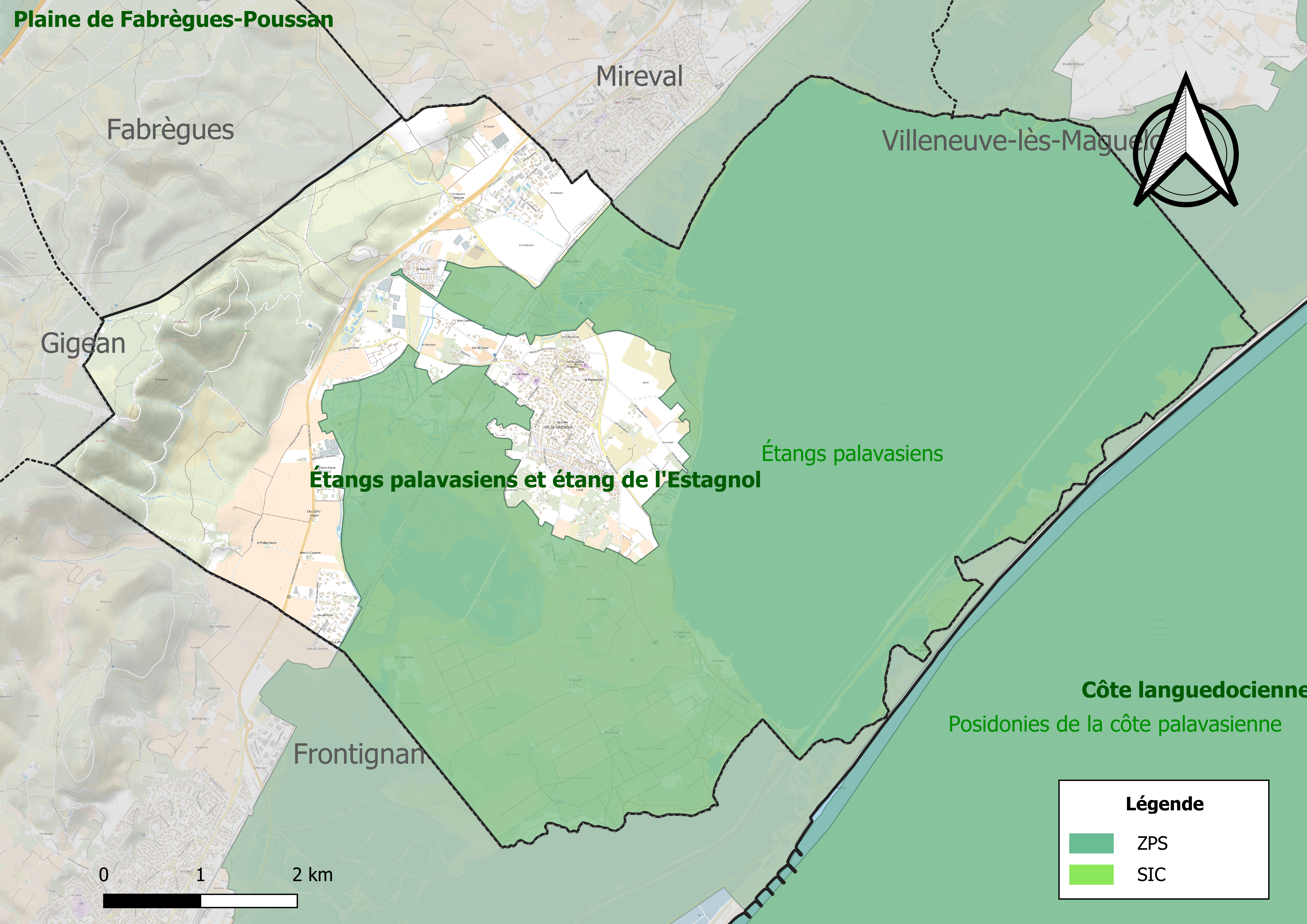
Site Natura 2000 sur le territoire communal.

Le réseau Natura 2000 est un réseau écologique européen de sites naturels d'intérêt écologique élaboré à partir des directives habitats et oiseaux, constitué de zones spéciales de conservation (ZSC) et de zones de protection spéciale (ZPS).
La commune inclut une zone de protection spéciale (ZPS) Natura 2000 dans le cadre de la directive Oiseaux : la ZPS des étangs palavasiens et étang de l'Estagnol, 6 600 ha répartis sur huit communes. Sur cette surface, 50 % sont classés selon la loi de 1930 et 1 % inscrit de même, 35 % ont été acquis par le Conservatoire du Littoral, 14 % sont une réserve de chasse et de faune sauvage d'ACCA (association communale de chasse agréée), 2 % sont protégés par un arrêté de protection de biotope, d’habitat naturel ou de site d’intérêt géologique, 1 % est une réserve naturelle nationale (l'étang de l'Estagnol) et 1 % est la propriété du département. Cette ZPS comprend une série importante de grandes lagunes communiquant encore entre elles (étang de l'Ingril, étang de Vic, étang de Pierre-Blanche, étang de l'Arnel, étang du Prevost, étang du Grec, étang du Méjean et étang de Pérols), imbriquées entre terre et mer. On y trouve d'anciens marais salants non exploités, générateurs d'une grande diversité d'habitats à forte valeur patrimoniale.
L'étang de l'Estagnol est situé dans une ancienne doline d'alluvions récentes dans les calcaires de la Gardiole, au sud-ouest de Montpellier. L'alimentation en eau se fait par la nappe phréatique d'eau douce de la plaine de Mireval, par les alimentations karstiques des reliefs avoisinants et par la résurgence d'une perte de la Mosson. En conséquence, son eau est moins saumâtre que celle des autres étangs palavasiens. Les lagunes attirent une avifaune à la fois abondante et variée qu'elle soit nicheuse, hivernante ou migratrice. Des espèces rares viennent s'y reposer, comme la sterne naine, le gravelot à collier interrompu et la talève sultane. Les flamants roses y sont nombreux. Une dizaine d'espèces de l'annexe I se reproduisent à l'étang de l'Estagnol : busard des roseaux, blongios nain, héron pourpré, sterne pierregarin, parfois le butor étoilé… Il est une zone d'hivernage ou d'étape pour de nombreux migrateurs : anatidés, foulques, guifettes et sterne pierregarin.
La commune comprend aussi un site d'intérêt communautaire (SIC) Natura 2000 dans le cadre de la directive  Habitat : le SIC des étangs palavasiens, 6 600 ha d'étangs répartis sur plusieurs communes et séparés de la mer par un lido encore vierge d'urbanisation sur un grand linéaire côtier, ce qui permet la coexistence de différents habitats naturels littoraux : systèmes dunaires, laisses de mer et sansouires. Ils sont composés à 60 % de lagunes côtières (habitat prioritaire), 7,1 % de fourrés halophiles méditerranéens et thermo-atlantiques (Sarcocornia fruticosi ou « corail de mer »), 4,9 % de prés-salés méditerranéens (communauté de plantes appelée Juncetalia maritimi) et 16 autres types d'habitat pour le reste. Leur ouverture sur la mer grâce à des graus permet la migration des poissons. En 2012, seul l'étang du Grec est protégé par un arrêté préfectoral de protection du biotope comprenant les zones humides situées entre la route départementale Carnon-Palavas et les zones urbanisées du littoral. Le périmètre du site intègre ces zones humides en suivant précisément la limite de la zone couverte par l'arrêté de biotope. L'étang de l'Estagnol, classé en réserve naturelle nationale, est protégé des atteintes directes mais son approvisionnement en eau est d'origine incertaine et rend les interventions difficiles.

#### Zones naturelles d'intérêt écologique, faunistique et floristique

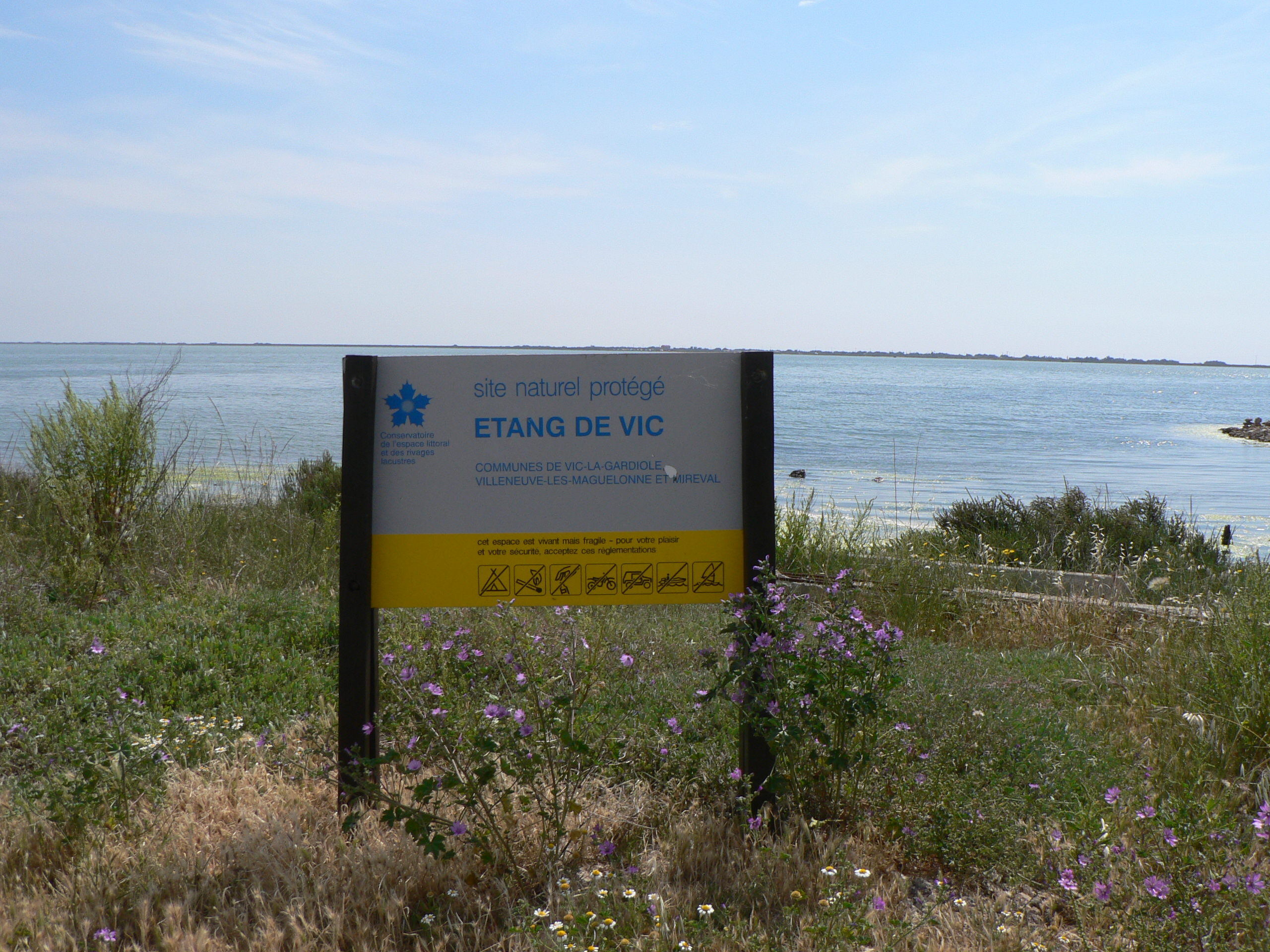
L'étang de Vic-la-Gardiole.

L’inventaire des zones naturelles d'intérêt écologique, faunistique et floristique (ZNIEFF) a pour objectif de réaliser une couverture des zones les plus intéressantes sur le plan écologique, essentiellement dans la perspective d’améliorer la connaissance du patrimoine naturel national et de fournir aux différents décideurs un outil d’aide à la prise en compte de l’environnement dans l’aménagement du territoire.
Dix ZNIEFF sont recensées sur la commune :
- La ZNIEFF du complexe paludo-laguno-dunaire des étangs montpelliérains, 14 344 ha de cladiaies riveraines (habitat déterminant) répartis entre 14 communes[17],[18] ;
- La ZNIEFF de l'étang de Vic, 1 339 ha de terrains en friche et terrains vagues (habitat déterminant) partagés entre Vic-la-Gardiole et Villeneuve-lès-Maguelone[19] ;
- La ZNIEFF des garrigues de la Gardiole, 450 ha de terrains en friche et terrains vagues (habitat déterminant) partagés entre les communes de Fabrègues, Frontignan, Gigean et Vic-la-Gardiole[20] ;
- La ZNIEFF des îlots de l'étang d'Ingril, 192 ha de terrains en friche et terrains vagues (habitat déterminant) partagés entre Frontignan et Vic-la-Gardiole[21] ;
- La ZNIEFF du lido et étang de Pierre-Blanche, 578 ha de dunes grises (habitat déterminant) partagés entre Frontignan, Vic-la-Gardiole et Villeneuve-lès-Maguelone[22] ;
- La ZNIEFF du marais de la Grande Maïre et Prés des Aresquiés, 142 ha de steppes à Lavande de mer catalano-provençales (habitat déterminant) partagés entre Frontignan et Vic-la-Gardiole[23] ;
- La ZNIEFF du marais de la Grande Palude, 245 ha de cladiaies riveraines (habitat déterminant) sur la commune[24] ;
- La ZNIEFF du marais du Boulas et salins de Villeneuve, 302 ha de cladiaies riveraines (habitat déterminant) partagés entre Mireval, Vic-la-Gardiole et Villeneuve-lès-Maguelone[25] ;
- La ZNIEFF de la montagne de la Gardiole, 5 289 ha de prairies humides méditerranéennes à grandes herbes (habitat déterminant) réparties sur 10 communes[26],[27] ;
- La ZNIEFF de la pointe de la Robine, 59 ha couverts d'un tapis de Salicorne vivace (Arthrocnemum perennis) (habitat déterminant), sur la commune[28].

Carte des ZNIEFF de type 1 et 2 à Vic-la-Gardiole.
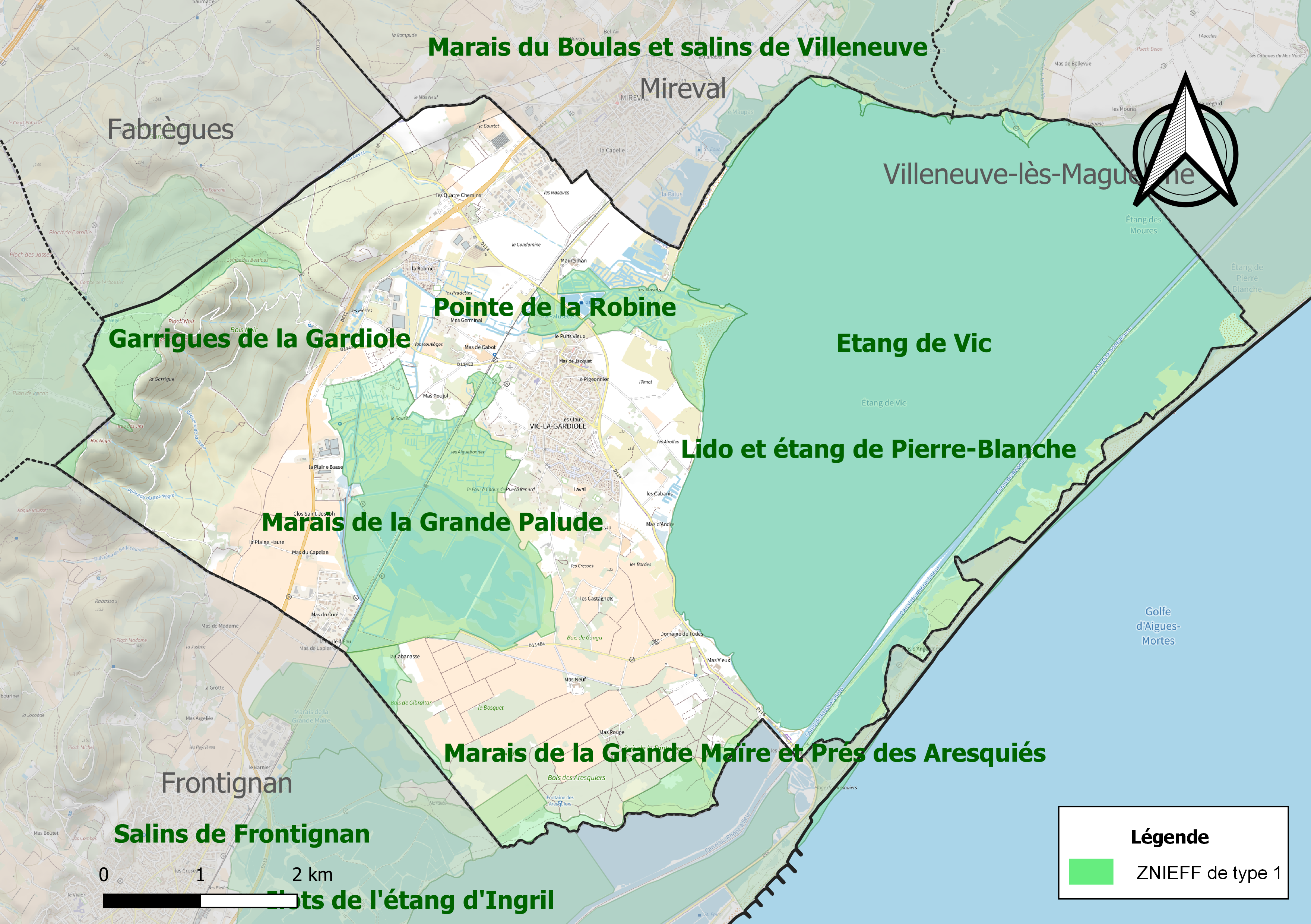
Carte des ZNIEFF de type 1 sur la commune.
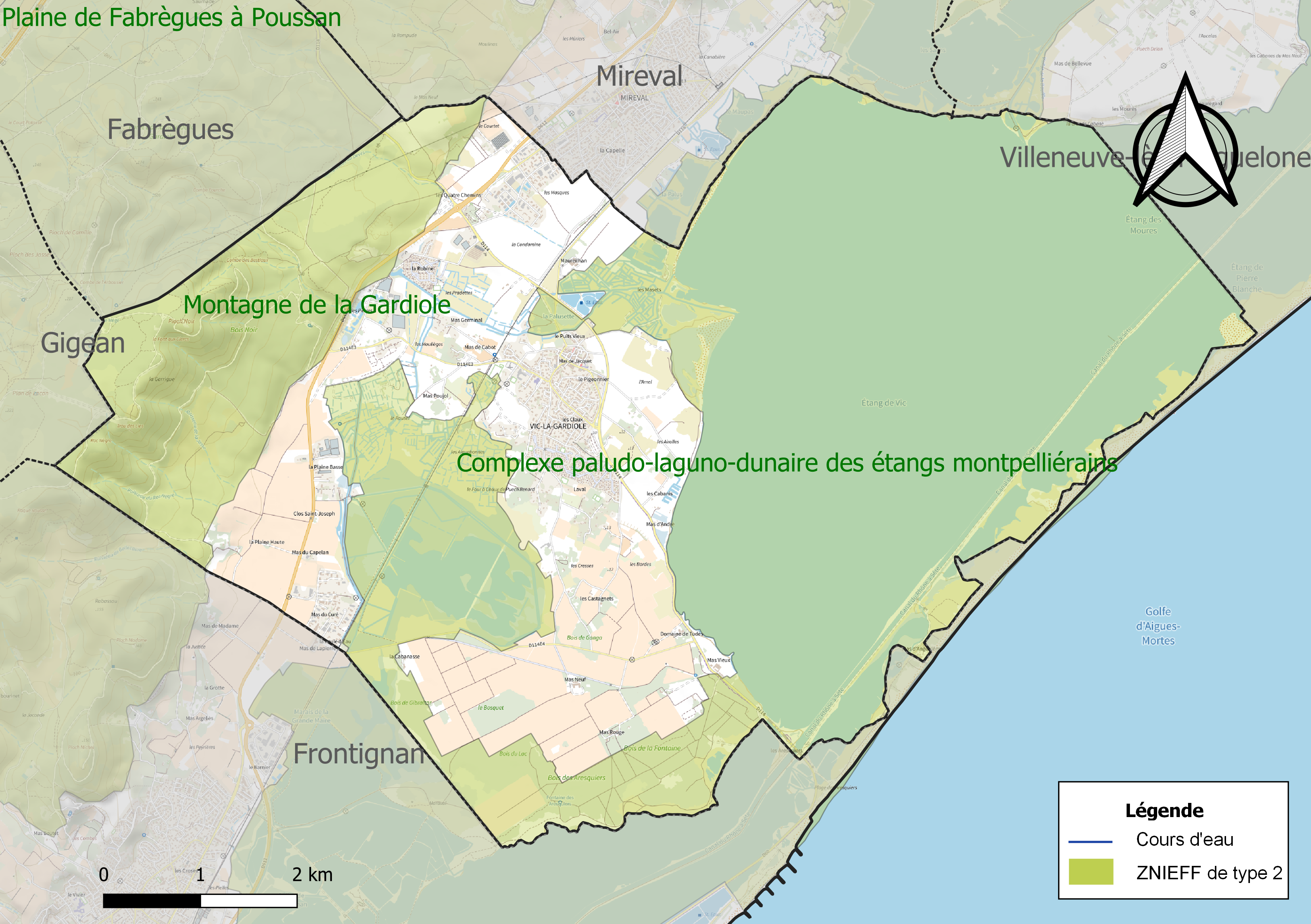
Carte des ZNIEFF de type 2 sur la commune.

## Urbanisme

### Typologie
Au 1er janvier 2024, Vic-la-Gardiole est catégorisée petite ville, selon la nouvelle grille communale de densité à sept niveaux définie par l'Insee en 2022.
Elle appartient à l'unité urbaine de Mireval, une agglomération intra-départementale regroupant deux  communes, dont elle est une commune de la banlieue,,. Par ailleurs la commune fait partie de l'aire d'attraction de Montpellier, dont elle est une commune de la couronne,. Cette aire, qui regroupe 161 communes, est catégorisée dans les aires de 700 000 habitants ou plus (hors Paris),.
La commune, bordée par la mer Méditerranée, est également une commune littorale au sens de la loi du 3 janvier 1986, dite loi littoral. Des dispositions spécifiques d’urbanisme s’y appliquent dès lors afin de préserver les espaces naturels, les sites, les paysages et l’équilibre écologique du littoral, tel le principe d'inconstructibilité, en dehors des espaces urbanisés, sur la bande littorale des 100 mètres, ou plus si le plan local d’urbanisme le prévoit.

### Occupation des sols
L'occupation des sols de la commune, telle qu'elle ressort de la base de données européenne d’occupation biophysique des sols Corine Land Cover (CLC), est marquée par l'importance des territoires agricoles (26,4 % en 2018), en diminution par rapport à 1990 (27,5 %). La répartition détaillée en 2018 est la suivante : 
eaux maritimes (39,5 %), zones humides côtières (13 %), cultures permanentes (12,6 %), milieux à végétation arbustive et/ou herbacée (11,4 %), zones agricoles hétérogènes (7,7 %), prairies (6,1 %), forêts (4,7 %), zones urbanisées (3,7 %), espaces ouverts, sans ou avec peu de végétation (1,2 %). L'évolution de l’occupation des sols de la commune et de ses infrastructures peut être observée sur les différentes représentations cartographiques du territoire : la carte de Cassini (XVIIIe siècle), la carte d'état-major (1820-1866) et les cartes ou photos aériennes de l'IGN pour la période actuelle (1950 à aujourd'hui).

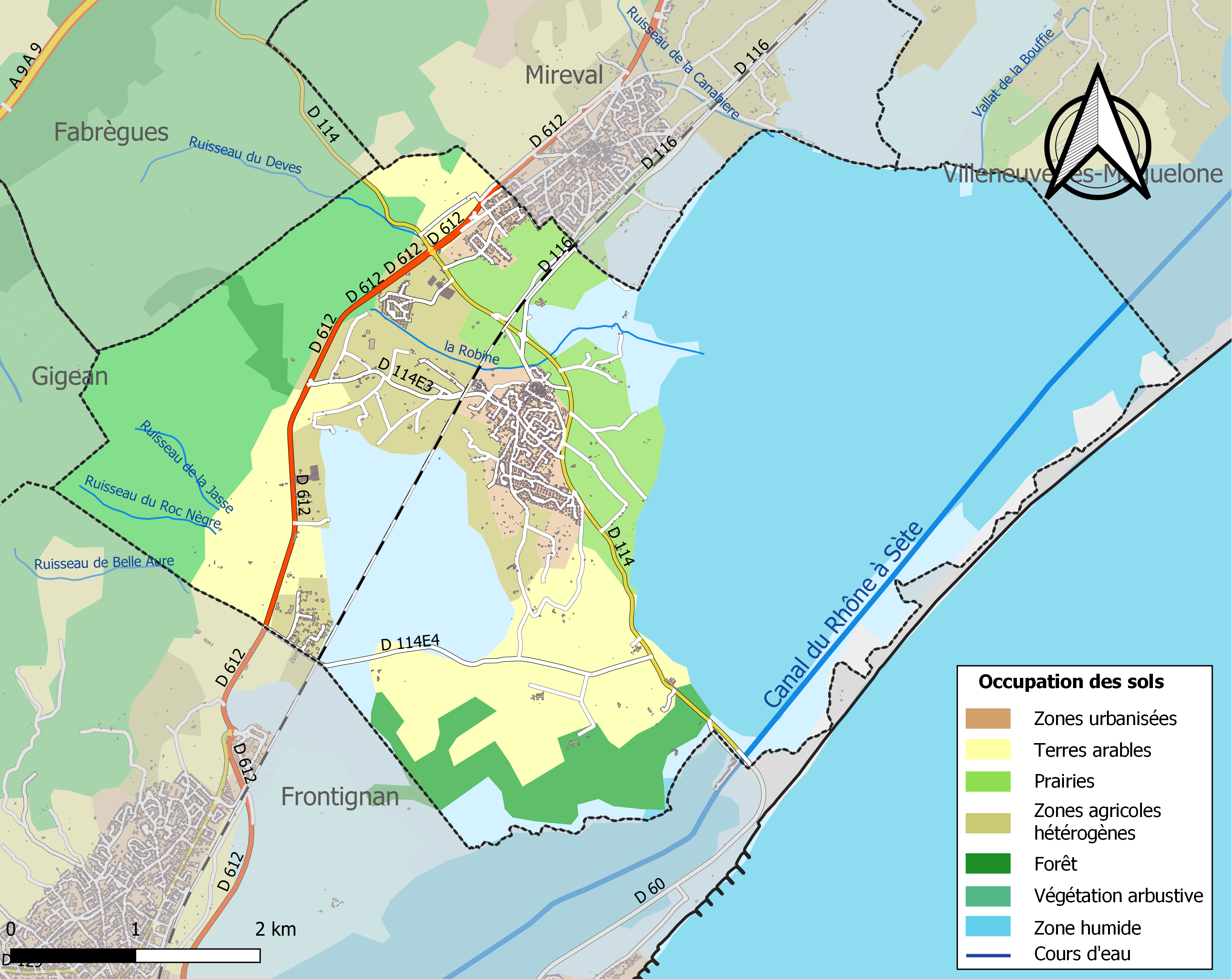
Carte des infrastructures et de l'occupation des sols de la commune en 2018 (CLC).

### Risques majeurs
Le territoire de la commune de Vic-la-Gardiole est vulnérable à différents aléas naturels : météorologiques (tempête, orage, neige, grand froid, canicule ou sécheresse), inondations, feux de forêts et séisme (sismicité faible). Il est également exposé à un risque technologique,  le transport de matières dangereuses. Un site publié par le BRGM permet d'évaluer simplement et rapidement les risques d'un bien localisé soit par son adresse soit par le numéro de sa parcelle.

#### Risques naturels
La commune fait partie du territoire à risques importants d'inondation (TRI) de Montpellier-Lunel-Maugio-Palavas, regroupant 49 communes du bassin de vie de Montpellier et s'étendant sur les départements de l'Hérault et du Gard, un des 31 TRI qui ont été arrêtés fin 2012 sur le bassin Rhône-Méditerranée, retenu au regard des risques de submersions marines et de débordements du Vistre, du Vidourle, du Lez et de la Mosson. Parmi les événements significatifs antérieurs à 2019 qui ont touché le territoire, peuvent être citées les crues de septembre 2002 et de septembre 2003 (Vidourle) et les tempêtes de novembre 1982 et décembre 1997 qui ont touché le littoral. Des cartes des surfaces inondables ont été établies pour trois scénarios : fréquent (crue de temps de retour de 10 ans à 30 ans), moyen (temps de retour de 100 ans à 300 ans) et extrême (temps de retour de l'ordre de 1 000 ans, qui met en défaut tout système de protection). La commune a été reconnue en état de catastrophe naturelle au titre des dommages causés par les inondations et coulées de boue survenues en 1982, 1984, 1999, 2003, 2018 et 2019,.
Vic-la-Gardiole est exposée au risque de feu de forêt. Un plan départemental de protection des forêts contre les incendies (PDPFCI) a été approuvé en juin 2013 et court jusqu'en 2022, où il doit être renouvelé. Les mesures individuelles de prévention contre les incendies sont précisées par deux arrêtés préfectoraux et s’appliquent dans les zones exposées aux incendies de forêt et à moins de 200 mètres de celles-ci. L’arrêté du 25 avril 2002 réglemente l'emploi du feu en interdisant notamment d’apporter du feu, de fumer et de jeter des mégots de cigarette dans les espaces sensibles et sur les voies qui les traversent sous peine de sanctions. L'arrêté du 11 mars 2013 rend le débroussaillement obligatoire, incombant au propriétaire ou ayant droit,.

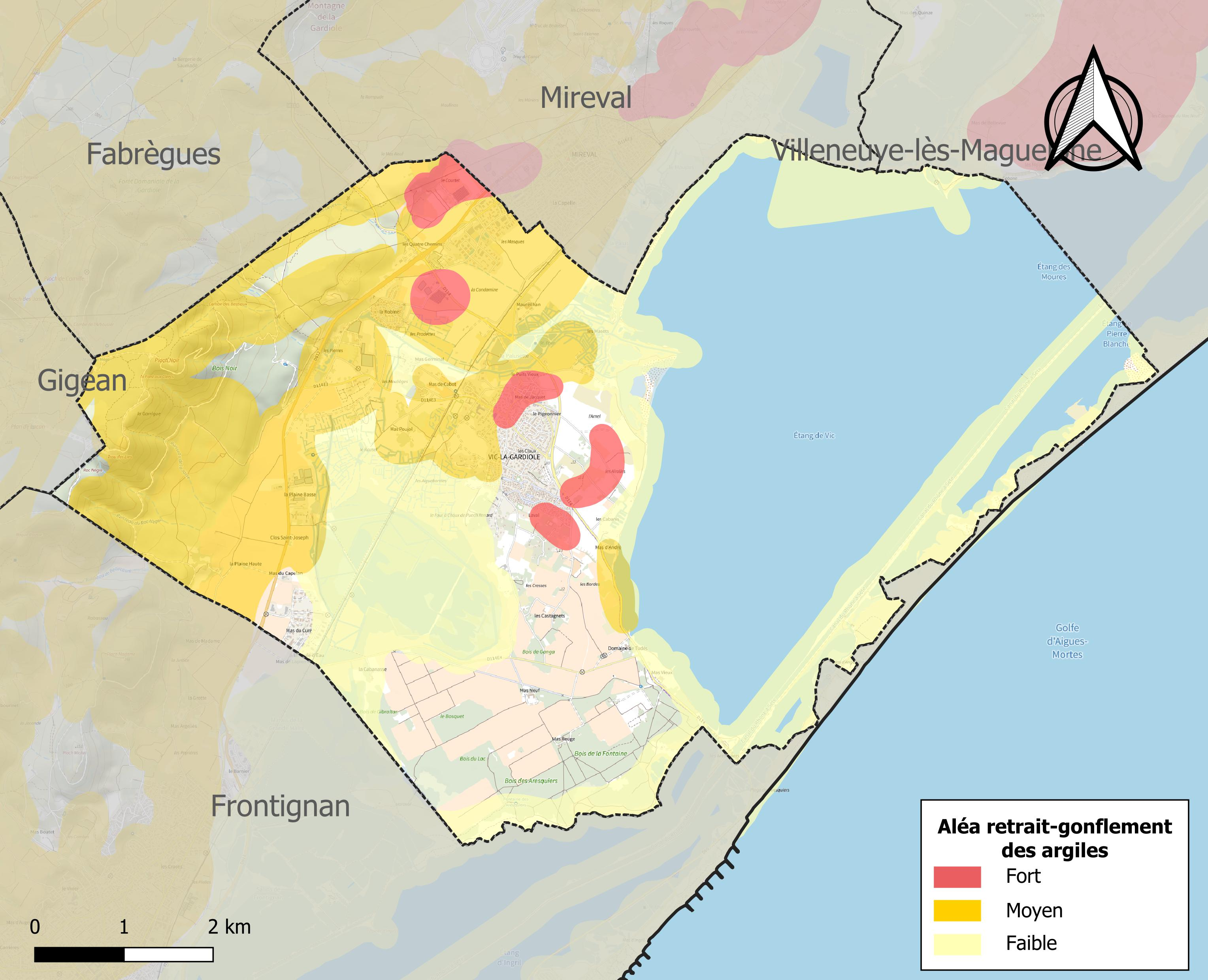
Carte des zones d'aléa retrait-gonflement des sols argileux de Vic-la-Gardiole.

Le retrait-gonflement des sols argileux est susceptible d'engendrer des dommages importants aux bâtiments en cas d’alternance de périodes de sécheresse et de pluie. 27,3 % de la superficie communale est en aléa moyen ou fort (59,3 % au niveau départemental et 48,5 % au niveau national). Sur les 2 139 bâtiments dénombrés sur la commune en 2019, 1 075 sont en aléa moyen ou fort, soit 50 %, à comparer aux 85 % au niveau départemental et 54 % au niveau national. Une cartographie de l'exposition du territoire national au retrait gonflement des sols argileux est disponible sur le site du BRGM,.
Par ailleurs, afin de mieux appréhender le risque d’affaissement de terrain, l'inventaire national des cavités souterraines permet de localiser celles situées sur la commune.

#### Risques technologiques
Le risque de transport de matières dangereuses sur la commune est lié à sa traversée par des infrastructures routières ou ferroviaires importantes ou la présence d'une canalisation de transport d'hydrocarbures. Un accident se produisant sur de telles infrastructures est susceptible d’avoir des effets graves sur les biens, les personnes ou l'environnement, selon la nature du matériau transporté. Des dispositions d’urbanisme peuvent être préconisées en conséquence.

## Politique et administration
| Période   | Période   | Identité          | Étiquette | Qualité                                                                  |
| --------- | --------- | ----------------- | --------- | ------------------------------------------------------------------------ |
| 1792      | 1808      | Antonin Lacombe   |           |                                                                          |
| 1808      | 1816      | Jean Dorte        |           |                                                                          |
| 1816      | 1834      | Jean Artignan     |           |                                                                          |
| 1834      | 1845      | Eugène Barnier    |           |                                                                          |
| 1845      | 1848      | François Paturel  |           | Général, conseiller d'arrondissement du canton de Frontignan (1842-1848) |
| 1848      | 1848      | Louis Mouton      |           |                                                                          |
| 1848      | 1850      | Jean Pons         |           |                                                                          |
| 1850      | 1850      | Paulin Causse     |           |                                                                          |
| 1850      | 1861      | Jean Mayran       |           |                                                                          |
| 1861      | 1870      | Eugène Barnier    |           |                                                                          |
| 1870      | 1874      | Auguste Gevin     |           |                                                                          |
| 1874      | 1876      | Mayran            |           |                                                                          |
| 1876      | 1878      | Claude Debaille   |           |                                                                          |
| 1878      | 1884      | Paulin Causse     |           |                                                                          |
| 1884      | 1888      | Nicolas Pellet    |           |                                                                          |
| 1888      | 1892      | Paturel           |           | Général                                                                  |
| 1892      | 1908      | Louis Maignon     |           |                                                                          |
| 1908      | 1911      | Achille Pons      |           |                                                                          |
| 1911      | 1919      | Claude Debaille   |           |                                                                          |
| 1919      | 1935      | Albert Pellet     | SFIO      |                                                                          |
| 1935      | 1962      | Arthur Jeanjean   | SFIO      | Viticulteur                                                              |
| 1962      | juin 1995 | Georges Debaille  |           |                                                                          |
| juin 1995 | mars 2014 | Jean-Pierre Deneu | SE        | Professeur Conseiller communautaire Thau Agglo                           |
| mars 2014 | En cours  | Magali Ferrier    | SE        |                                                                          |

## Démographie
L'évolution du nombre d'habitants est connue à travers les recensements de la population effectués dans la commune depuis 1793. Pour les communes de moins de 10 000 habitants, une enquête de recensement portant sur toute la population est réalisée tous les cinq ans, les populations de référence des années intermédiaires étant quant à elles estimées par interpolation ou extrapolation. Pour la commune, le premier recensement exhaustif entrant dans le cadre du nouveau dispositif a été réalisé en 2005.

En 2022, la commune comptait 3 413 habitants, en évolution de +4,6 % par rapport à 2016 (Hérault : +7,49 %, France hors Mayotte : +2,11 %).
| 1793 | 1800 | 1806 | 1821 | 1831 | 1836 | 1841 | 1846 | 1851 |
| ---- | ---- | ---- | ---- | ---- | ---- | ---- | ---- | ---- |
| 89   | 133  | 161  | 241  | 240  | 285  | 330  | 302  | 296  |

| 1856 | 1861 | 1866 | 1872 | 1876 | 1881 | 1886 | 1891 | 1896 |
| ---- | ---- | ---- | ---- | ---- | ---- | ---- | ---- | ---- |
| 318  | 396  | 385  | 352  | 377  | 317  | 354  | 416  | 411  |

| 1901 | 1906 | 1911 | 1921 | 1926 | 1931 | 1936 | 1946 | 1954 |
| ---- | ---- | ---- | ---- | ---- | ---- | ---- | ---- | ---- |
| 423  | 483  | 440  | 500  | 465  | 486  | 466  | 452  | 526  |

| 1962 | 1968 | 1975 | 1982 | 1990  | 1999  | 2005  | 2006  | 2010  |
| ---- | ---- | ---- | ---- | ----- | ----- | ----- | ----- | ----- |
| 541  | 528  | 602  | 827  | 1 607 | 2 464 | 2 883 | 2 845 | 2 855 |

| 2015  | 2020  | 2022  | - | - | - | - | - | - |
| ----- | ----- | ----- | - | - | - | - | - | - |
| 3 244 | 3 429 | 3 413 | - | - | - | - | - | - |

## Histoire

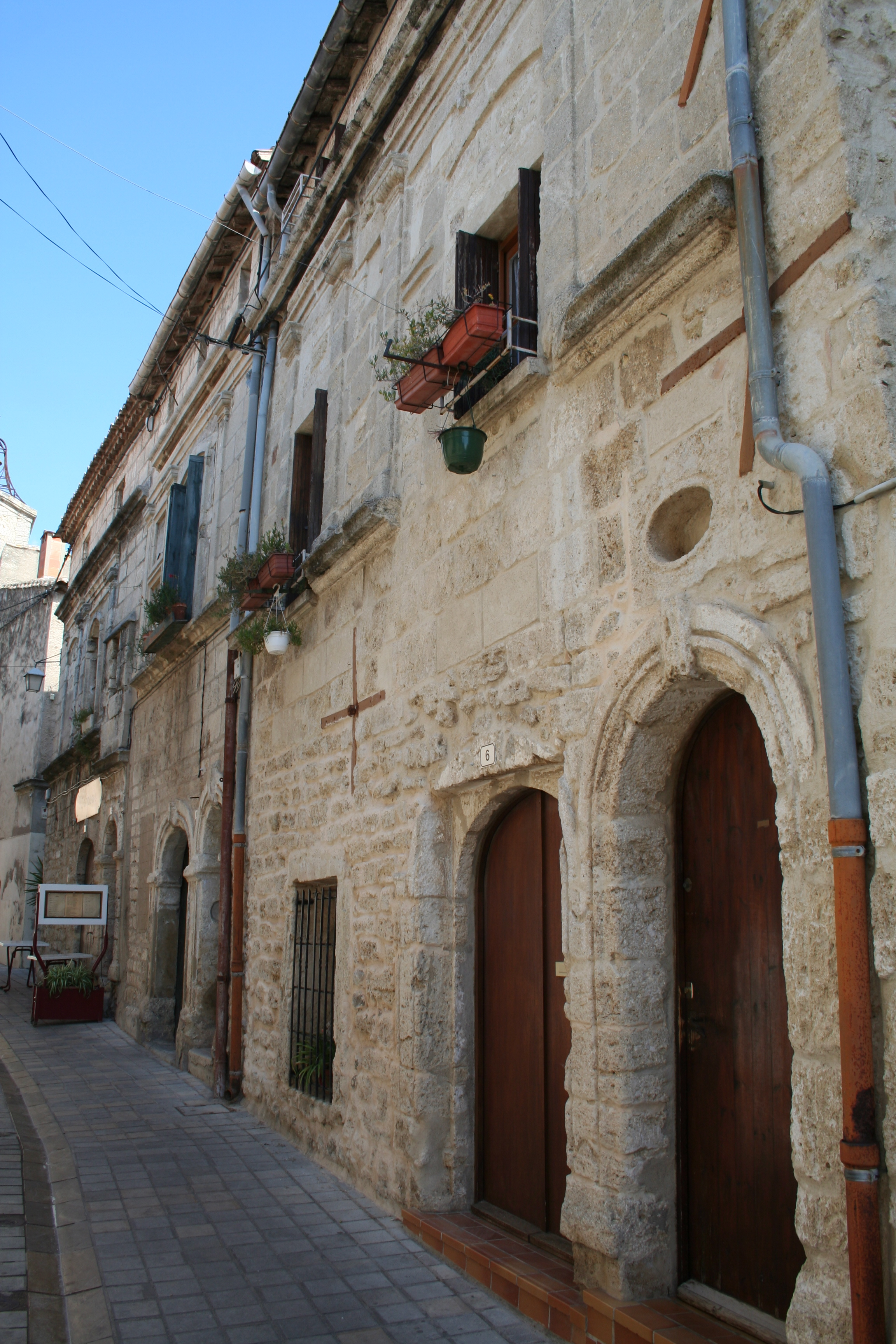
Ancienne maison.

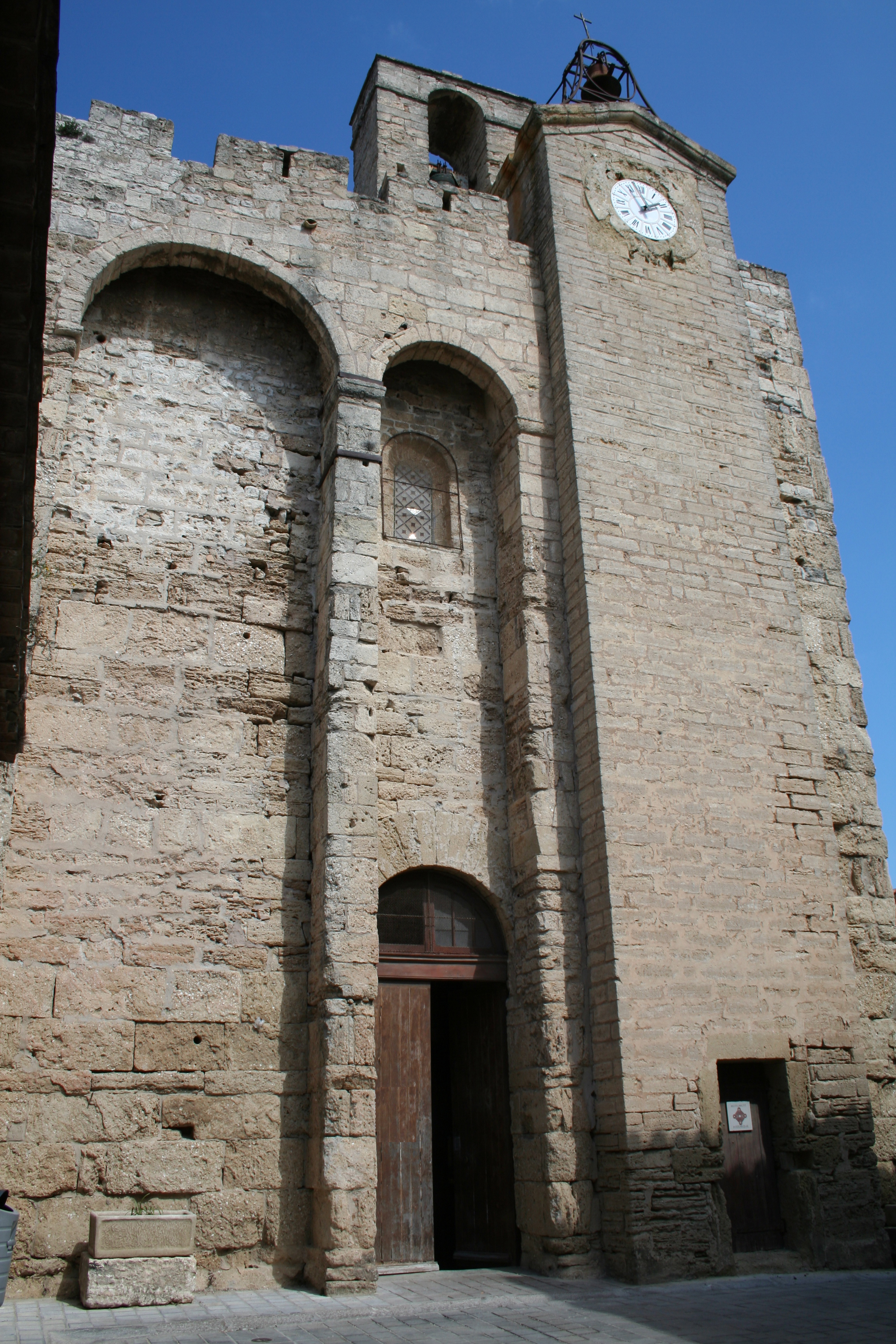
Église Sainte-Léocadie.

L'étymologie de Vic est le nom latin Vicum : village, division administrative romaine ne possédant pas de statuts. Avant 1790, on trouve le nom de Vic et Maureillan. Le 9 juin 1885, Vic prit le nom de « Vic-les-Étangs » car il y avait beaucoup d'étangs. Le nom actuel date du 12 mars 1914. Le nom de Gardiole vient de la colline toute proche où se trouvait un poste de garde appartenant aux évêques de Maguelone.

## Économie

### Revenus
En 2018, la commune compte 1 528 ménages fiscaux, regroupant 3 283 personnes. La médiane du revenu disponible par unité de consommation est de 21 250 € (20 330 € dans le département). 51 % des ménages fiscaux sont imposés (45,8 % dans le département).

### Emploi
|                | 2008   | 2013   | 2018  |
| -------------- | ------ | ------ | ----- |
| Commune        | 10 %   | 12,8 % | 9,7 % |
| Département    | 10,1 % | 11,9 % | 12 %  |
| France entière | 8,3 %  | 10 %   | 10 %  |

En 2018, la population âgée de 15 à 64 ans s'élève à 2 118 personnes, parmi lesquelles on compte 80,5 % d'actifs (70,8 % ayant un emploi et 9,7 % de chômeurs) et 19,5 % d'inactifs,. En  2018, le taux de chômage communal (au sens du recensement) des 15-64 ans est inférieur à celui de la France et du département, alors qu'en 2008 il était supérieur à celui de la France.
La commune fait partie de la couronne de l'aire d'attraction de Montpellier, du fait qu'au moins 15 % des actifs travaillent dans le pôle,. Elle compte 658 emplois en 2018, contre 591 en 2013 et 523 en 2008. Le nombre d'actifs ayant un emploi résidant dans la commune est de 1 528, soit un indicateur de concentration d'emploi de 43,1 % et un taux d'activité parmi les 15 ans ou plus de 62 %.
Sur ces 1 528 actifs de 15 ans ou plus ayant un emploi, 296 travaillent dans la commune, soit 19 % des habitants. Pour se rendre au travail, 84,9 % des habitants utilisent un véhicule personnel ou de fonction à quatre roues, 3,5 % les transports en commun, 6,1 % s'y rendent en deux-roues, à vélo ou à pied et 5,5 % n'ont pas besoin de transport (travail au domicile).

### Activités hors agriculture

#### Secteurs d'activités
433 établissements sont implantés  à Vic-la-Gardiole au 31 décembre 2019. Le tableau ci-dessous en détaille le nombre par secteur d'activité et compare les ratios avec ceux du département,.
| Secteur d'activité                                                                                        | Commune | Commune | Département |
| Secteur d'activité                                                                                        | Nombre  | %       | %           |
| --- | ------- | ------- | ----------- |
| Ensemble                                                                                                  | 433     | 100 %   | (100 %)     |
| Industrie manufacturière, industries extractives et autres                                                | 31      | 7,2 %   | (6,7 %)     |
| Construction                                                                                              | 101     | 23,3 %  | (14,1 %)    |
| Commerce de gros et de détail, transports, hébergement et restauration                                    | 132     | 30,5 %  | (28 %)      |
| Information et communication                                                                              | 10      | 2,3 %   | (3,3 %)     |
| Activités financières et d'assurance                                                                      | 12      | 2,8 %   | (3,2 %)     |
| Activités immobilières                                                                                    | 21      | 4,8 %   | (5,3 %)     |
| Activités spécialisées, scientifiques et techniques et activités de services administratifs et de soutien | 60      | 13,9 %  | (17,1 %)    |
| Administration publique, enseignement, santé humaine et action sociale                                    | 34      | 7,9 %   | (14,2 %)    |
| Autres activités de services                                                                              | 32      | 7,4 %   | (8,1 %)     |

Le secteur du commerce de gros et de détail, des transports, de l'hébergement et de la restauration est prépondérant sur la commune puisqu'il représente 30,5 % du nombre total d'établissements de la commune (132 sur les 433 entreprises implantées  à Vic-la-Gardiole), contre 28 % au niveau départemental.

#### Entreprises et commerces
Les cinq entreprises ayant leur siège social sur le territoire communal qui génèrent le plus de chiffre d'affaires en 2020 sont : 
- Mercerie Rascol, commerce de gros (commerce interentreprises) de textiles (12 258 k€)
- SAS Tower Echaf'isolation, travaux de montage de structures métalliques (12 067 k€)
- La Construction Metallique Artisanale - CMA, fabrication de structures métalliques et de parties de structures (3 870 k€)
- TR Invest, activités des sociétés holding (768 k€)
- Julien Giraud, travaux de terrassement courants et travaux préparatoires (326 k€)

### Agriculture
La commune est dans les Garrigues, une petite région agricole occupant une partie du centre et du nord-est du département de l'Hérault. En 2020, l'orientation technico-économique de l'agriculture  sur la commune est la polyculture et/ou le polyélevage.
|               | 1988 | 2000 | 2010  | 2020 |
| ------------- | ---- | ---- | ----- | ---- |
| Exploitations | 50   | 47   | 27    | 18   |
| SAU (ha)      | 453  | 478  | 1 113 | 324  |

Le nombre d'exploitations agricoles en activité et ayant leur siège dans la commune est passé de 50 lors du recensement agricole de 1988  à 47 en 2000 puis à 27 en 2010 et enfin à 18 en 2020, soit une baisse de 64 % en 32 ans. Le même mouvement est observé à l'échelle du département qui a perdu pendant cette période 67 % de ses exploitations,. La surface agricole utilisée sur la commune a également diminué, passant de 453 ha en 1988 à 324 ha en 2020. Parallèlement la surface agricole utilisée moyenne par exploitation a augmenté, passant de 9 à 18 ha.

#### Viticulture
Le terroir de Vic-la-Gardiole n'a pas grand chose en commun avec celui de la Camargue. Il s'agit d'un terroir argilo-calcaire et non sablonneux. Le muscat petit grain est le principal cépage cultivé à Vic-la-Gardiole. Une partie de la commune est en appellation « Muscat de Mireval » et le reste en appellation « Muscat de Frontignan ».

### Commerces
Vic-la-Gardiole est doté de services et commerces. Elle a, à disposition, une poste et un office du tourisme. Pour la santé, elle dispose d'une pharmacie, un cabinet médical, un cabinet dentaire et un kinésithérapeute. Côté commerces, elle possède des salons de coiffure, un débit de tabac et presses, une supérette, une boucherie, une boulangerie et une cave à vin en culture biologique. La restauration est présente avec un bar, un bar à tapas, une crêperie, une pizzeria, un hôtel restaurant, plusieurs campings et plusieurs restaurants.

## Culture locale et patrimoine

### Lieux et monuments

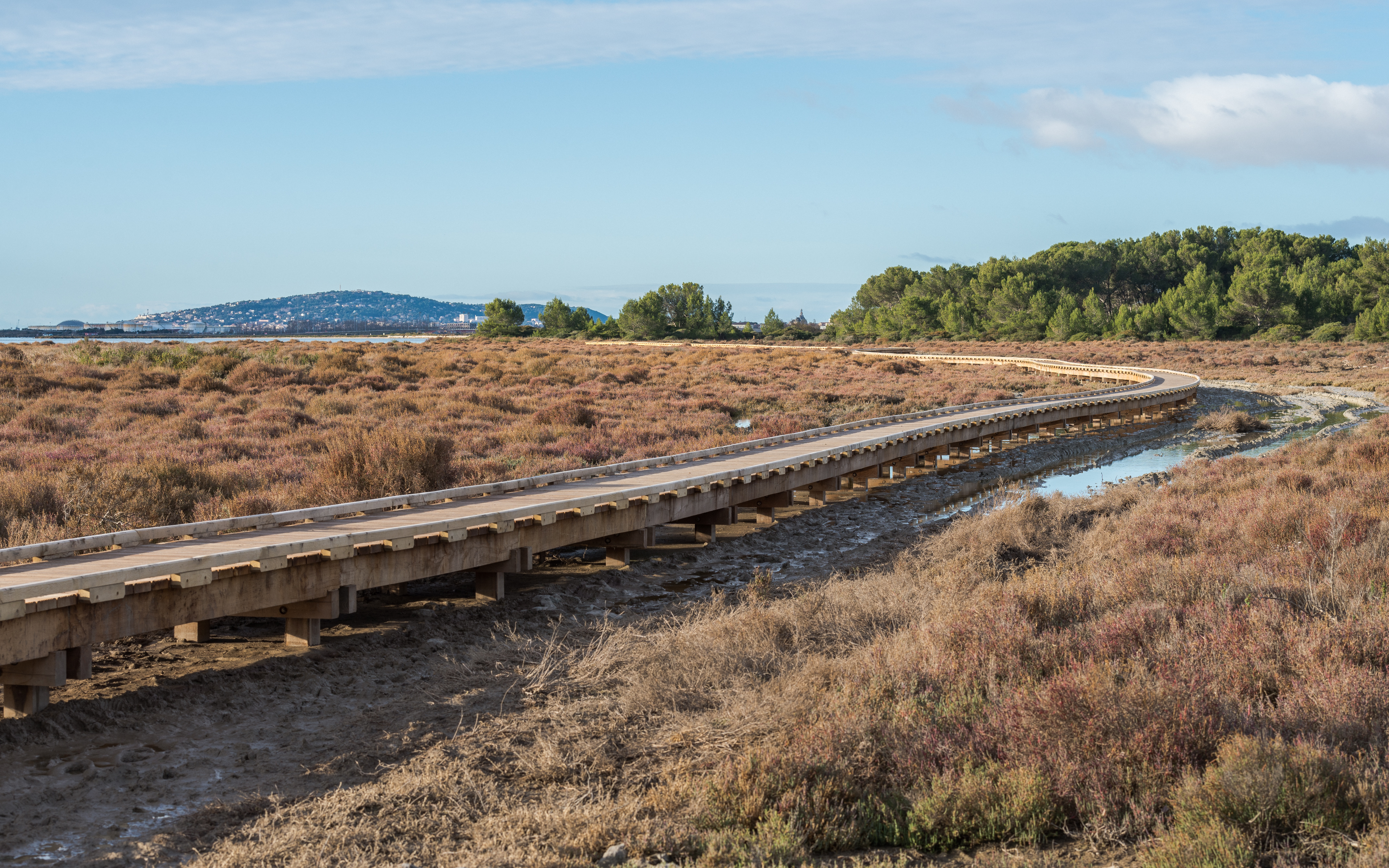
Vue sur Sète.

- L’église Sainte-Léocadie de Vic-la-Gardiole est une église romane fortifiée du XIIe siècle classée monument historique. Elle servait de refuge à la population. Elle contient une citerne interne permettant l'approvisionnement en eau. L'édifice a été classé au titre des monuments historiques en 1921[55].

- Le château des Aresquiers appartenait au chapitre cathédral de Maguelone depuis le XIIe siècle, qui devient au XVIe siècle le chapitre Saint-Pierre de Montpellier après le transfert de l'évêché. En 1568, il est inféodé à Pierre de la Coste, juge-mage en la sénéchaussée de Montpellier. Les héritiers de Pierre de la Coste vendent en 1589 le domaine à Jean Darles, notaire royal, secrétaire du chapitre cathédrale Saint-Pierre, dont les héritiers le revendront en 1615 au chapitre Saint-Pierre ;
- Le château de Maureilhan, à l'emplacement de l'ancienne villa gallo romaine proche du port antique du Vicus[56] ;
- Le bois des Aresquiers.

## Personnalités
- Jean-Baptiste Fabre, curé de Vic-la-Gardiole en 1755 ;
- Julien Rouquette (1871-1927), curé de Vic-la-Gardiole en 1913, historien, archiviste ;
- Max Ferrier (1937-), footballeur, entraîneur ;
- Patric, chanteur occitan.

## Galerie

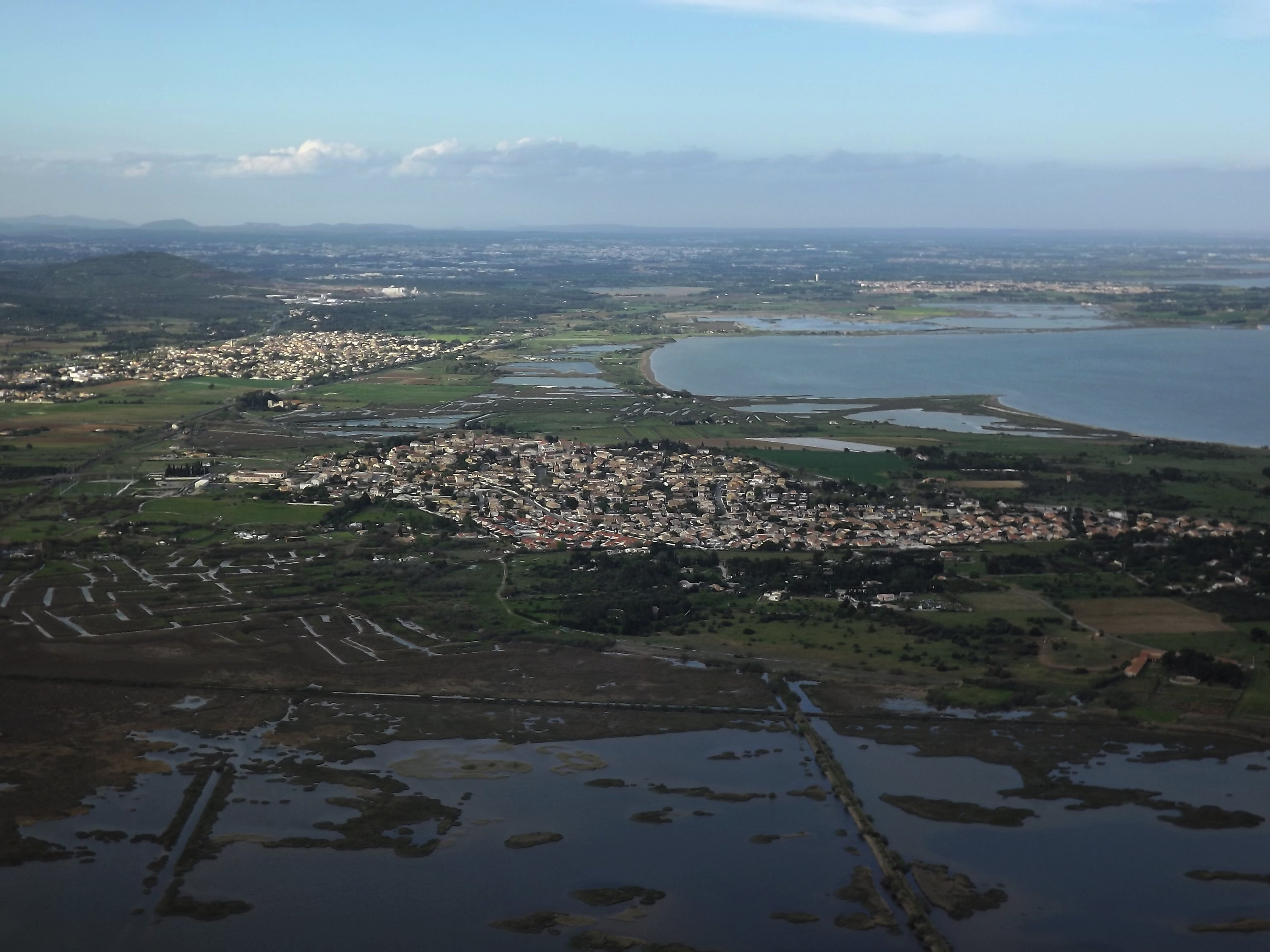
Vue générale de Vic-la-Gardiole.
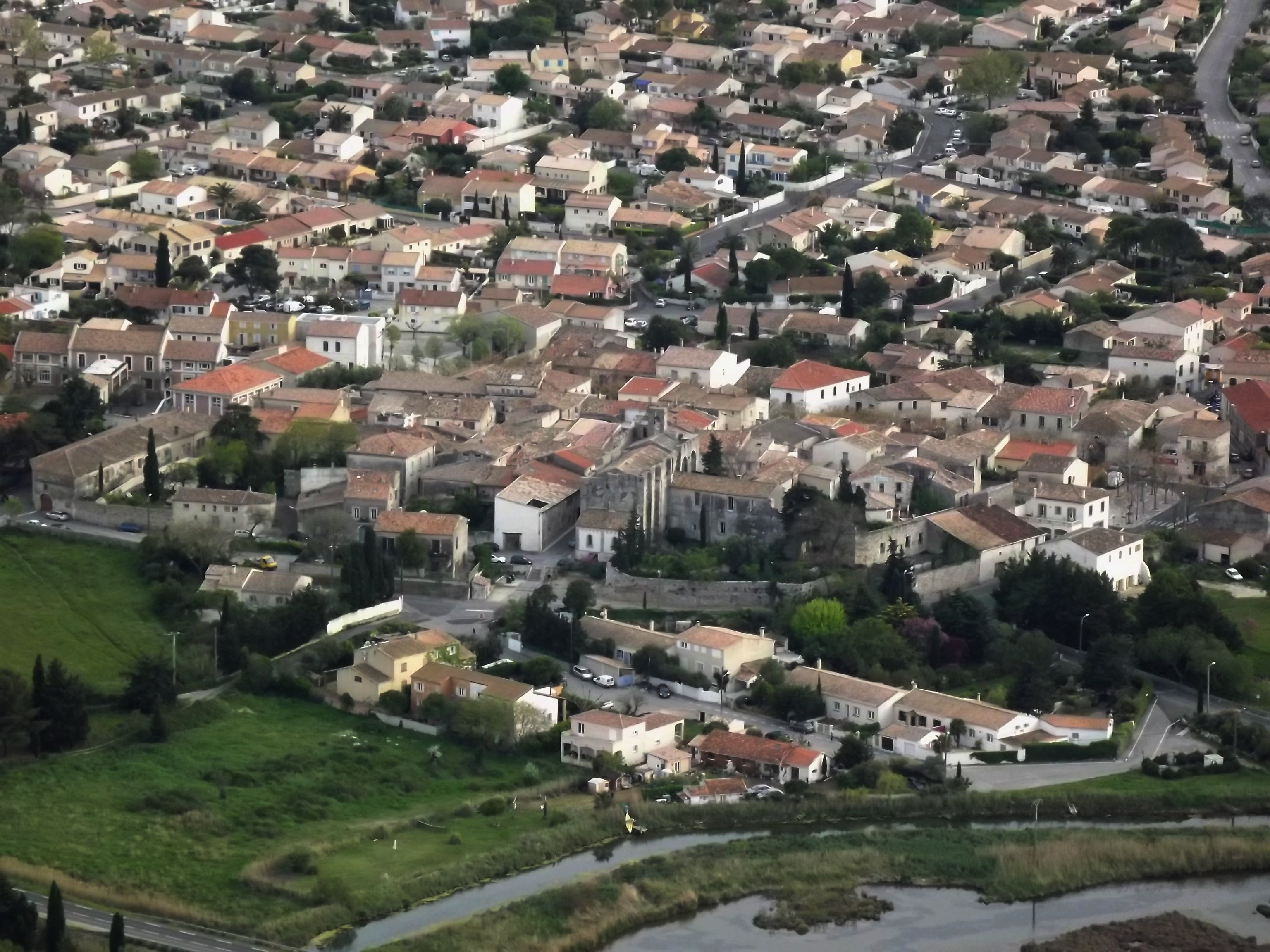
Cœur de village de Vic-la-Gardiole.
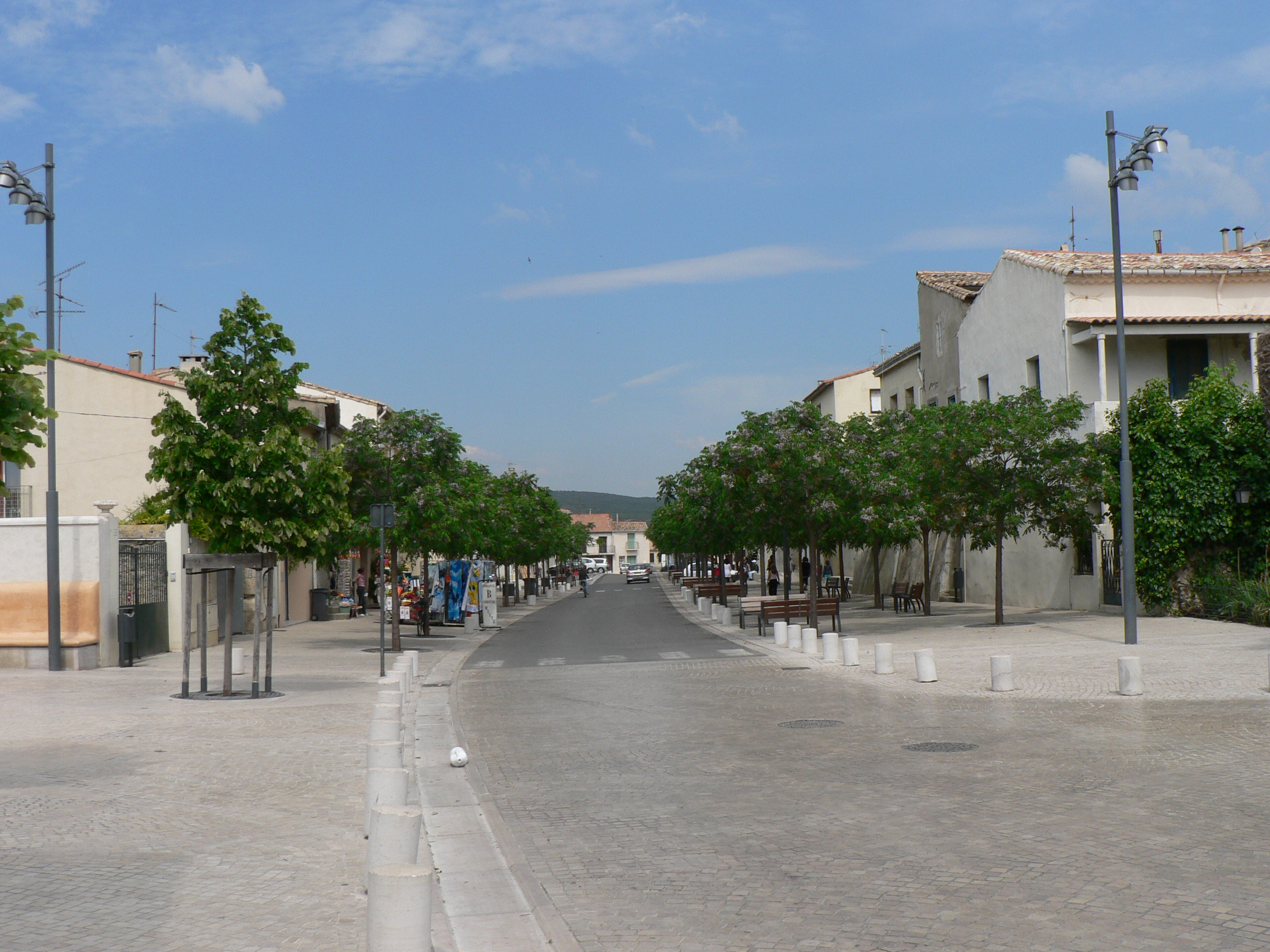
Le boulevard central de Vic-la-Gardiole.
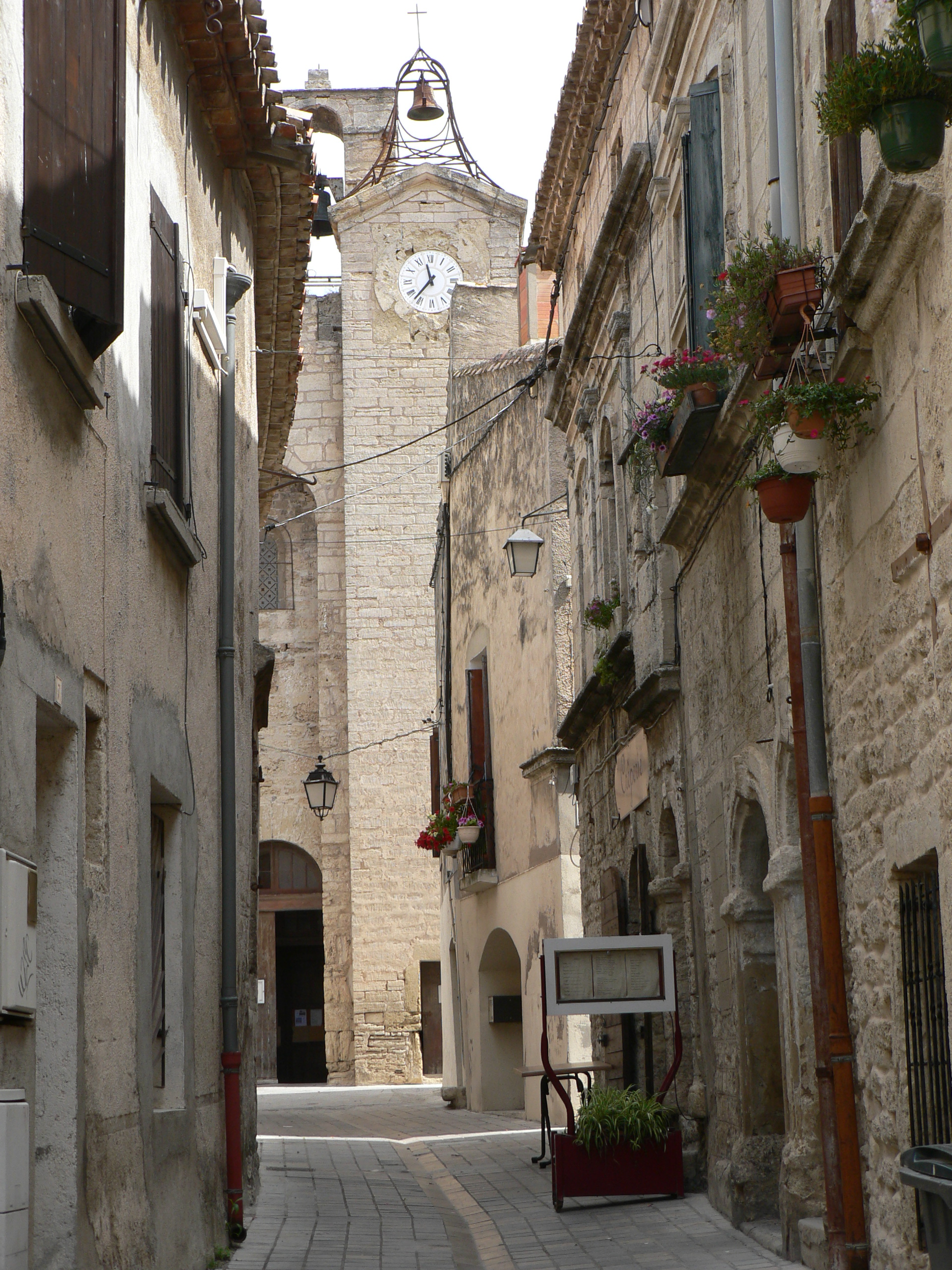
Rue de Vic-la-Gardiole avec vue sur l'église Sainte-Léocadie, du XIIe siècle.
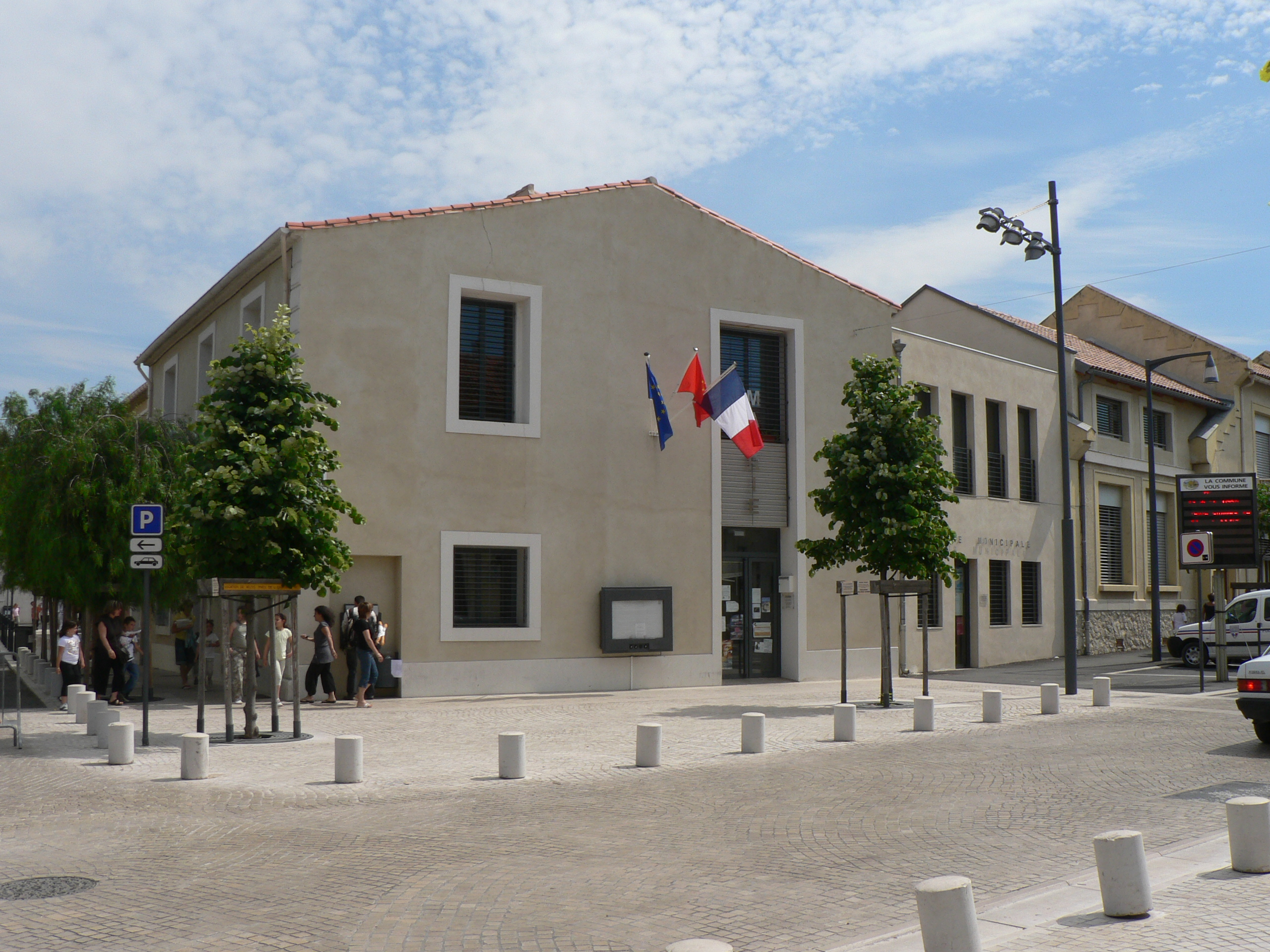
La mairie de Vic-la-Gardiole sur le boulevard des Aresquiers.
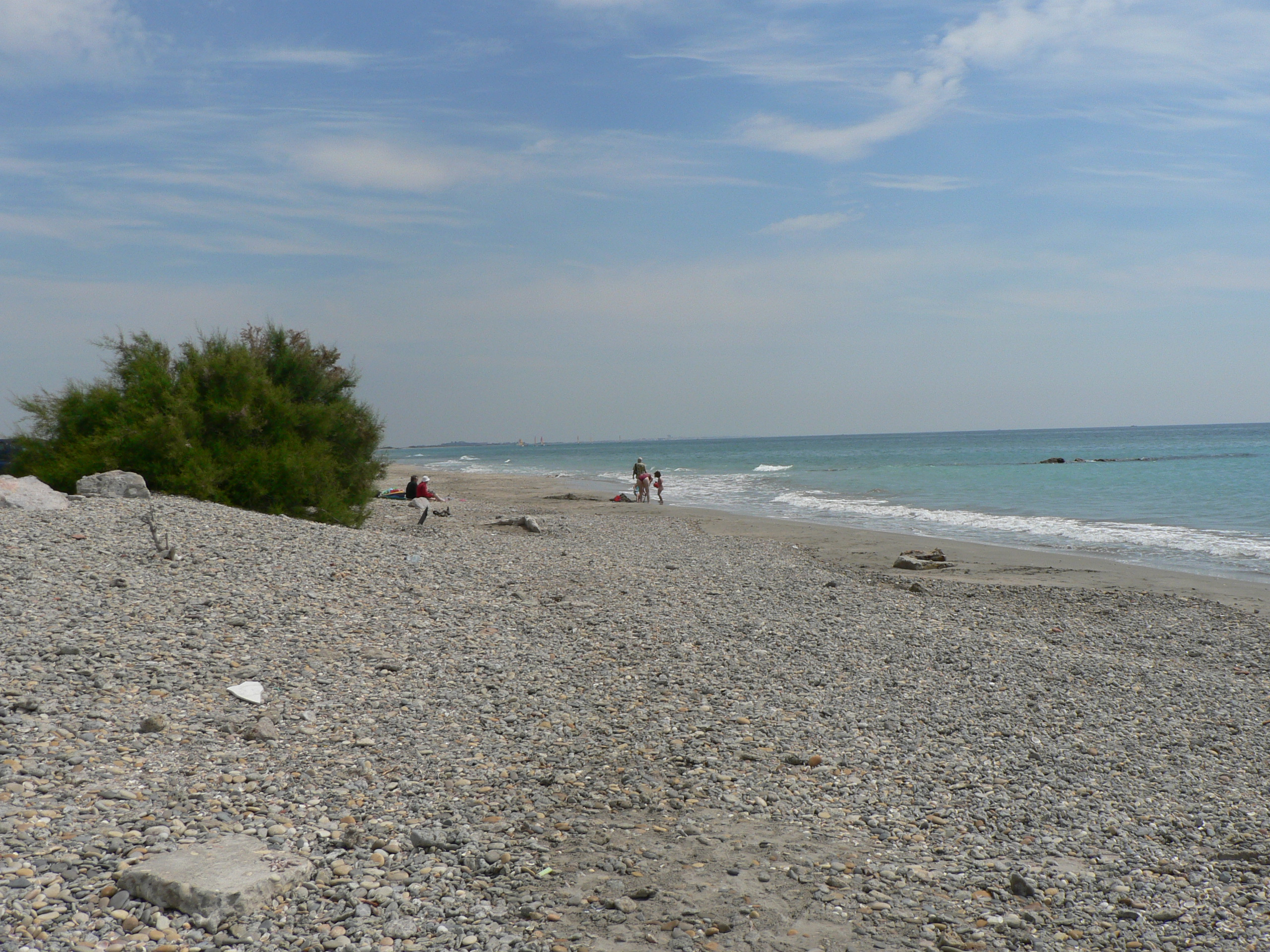
La plage des Aresquiers à Vic-la-Gardiole.
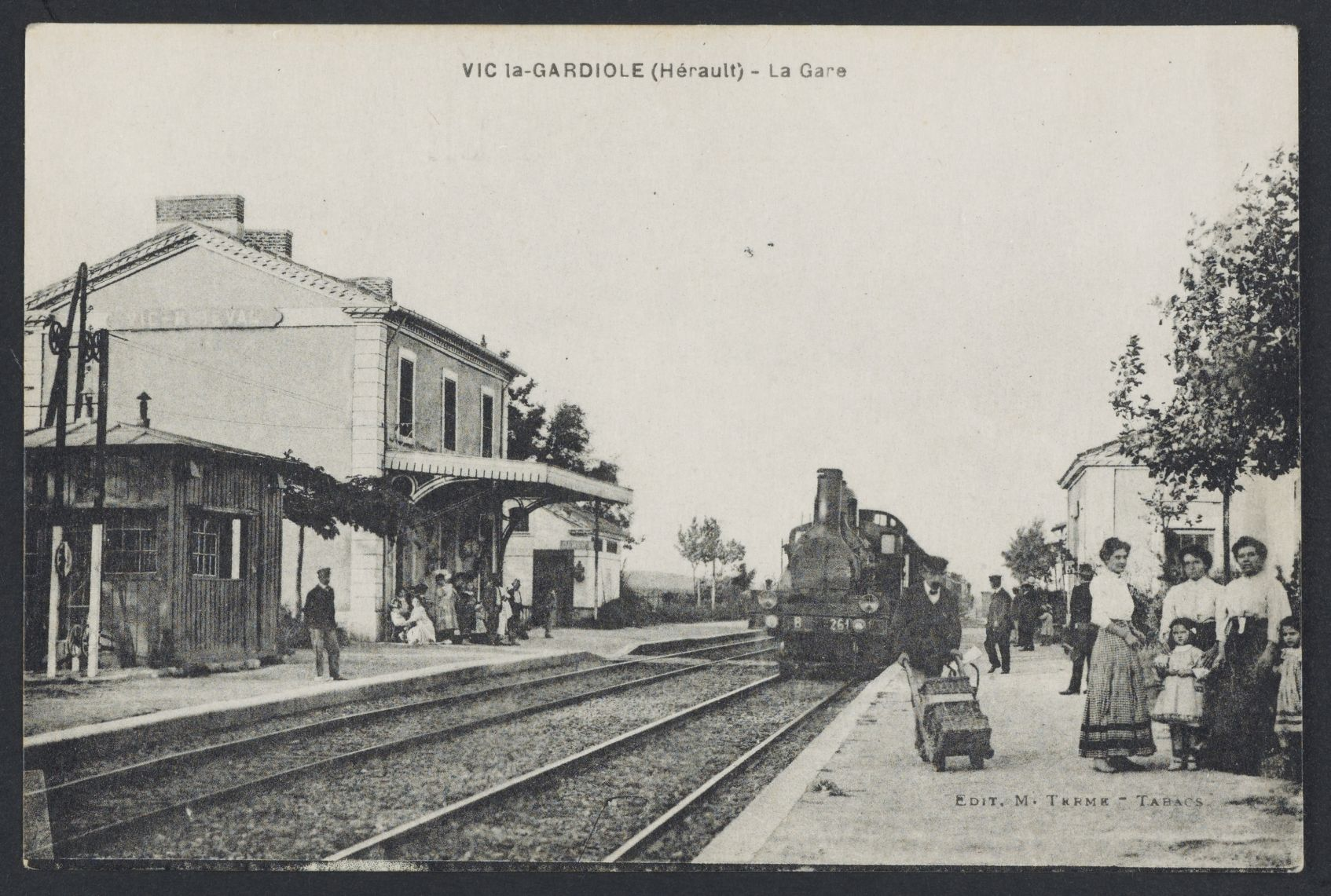
La gare : carte postale (1re moitié du XXe siècle).

### Héraldique
|  | Les armoiries de Vic-la-Gardiole se blasonnent ainsi : d'azur à Sainte Léocadie martyre d'or tenant en sa dextre une palme du même. |